# Julia González
Julia González, més coneguda com a Sonido Tupinamba (Mendoza, Argentina) és una DJ, col·leccionista de discos, curadora musical i presentadora radiofònica argentina.
Procedent de Mendoza, Argentina, i establerta a Barcelona, Sonido Tupinamba és curadora musical i presentadora radiofònica de Ràdio Primavera Sound i Dublab. Investigadora dels ritmes africans a Amèrica, ha actuat a les principals sales i centres culturals de Barcelona, i també en diversos espais musicals de culte com ara Glastonbury, Hotel Pikes i el Festival Pohoda. Treballa en l'àmbit de la gestió cultural i acadèmica, i és també organitzadora d'esdeveniments musicals.
DJ, col·leccionista de discos i presentadora radiofònica en dublab.es, Tupinamba ha begut de les influències exòtiques i selvàtiques de la música africana i llatinoamericana, barrejant la calor tropical amb els sons més ballables del disco, el funk i el boogie creat pels afroamericans en els setanta i els vuitanta.